# Rudi Thoß
Rudi Thoß (* 25. Januar 1907 in Plauen; † nach 1952) war ein deutscher Radrennfahrer und nationaler Meister im Radsport.

## Sportliche Laufbahn
Thoß war im Bahnradsport und im Straßenradsport aktiv. 1933 gewann er seine erste deutsche Meisterschaft, als er mit seinem Verein RC Wanderer Chemnitz (u. a. mit Fritz Funke) den Titel in der Mannschaftsverfolgung gewann. Von 1937 bis 1941 konnte der RC Wanderer den Titel verteidigen, jeweils in wechselnder Zusammensetzung des Vierers. Thoß war bei jedem Titelgewinn dabei, bei den letzten drei Siegen fuhr auch Hans Preiskeit in der Mannschaft. Nach dem Zweiten Weltkrieg fuhr er wieder Radrennen und beendete seine Laufbahn 1952.

## Familiäres
Sein Sohn Dieter Thoß wurde 1962 DDR-Meister im Steherrennen.